# Dave Regullano
David Regullano, detto Dave (... – 7 ottobre 2011), è stato un cestista filippino.

## Carriera
Con le Filippine ha disputato i Campionati del mondo del 1974.